# 562008 Samtackeff
562008 Samtackeff è un asteroide della fascia principale. Scoperto nel 2004, presenta un'orbita caratterizzata da un semiasse maggiore pari a 2,3327961 au e da un'eccentricità di 0,1368077, inclinata di 6,30280° rispetto all'eclittica.